# Budapest-Széphalmi Jézus Szíve-plébániatemplom
A Budapest-Széphalmi Jézus Szíve-plébániatemplom római katolikus plébániatemplom az Esztergom-Budapesti főegyházmegyében, Budapest II. kerületében. Elhelyezkedésének érdekessége, hogy bár elsősorban a széphalmi városrész katolikus vallású lakóit szolgálja ki, mégis a remetekertvárosi városrészben található. Eredetileg – legalábbis hivatalosan – közösségi házként épült, Marosi Sándor építészmérnök tervei szerint, hiszen templomépítésre abban az időben aligha remélhetett engedélyt a közösség; a 2000-es évek elején történt átépítése óta az egyházi funkció sokkal egyértelműbben jelenik meg az épületnek már a külső megjelenésében is.

## Története
A Kossuth Lajos utca 13. szám alatt, a Petőfi Sándor utcával való kereszteződésnél álló templom 1948 és 1951 között épült, az akkori engedély megfogalmazása szerint „szükségkápolnaként is igénybe vehető kultúrháznak”. Terveit Marosi Sándor építészmérnök, egyetemi tanár készítette, aki később az egyházközség világi elnöke is lett. Építését eredetileg a széphalmi városrész központja közelébe, a Vörösmarty és a Kölcsey utca kereszteződésében lévő telkek egyikére tervezték, amit adományként kapott az egyházközség, de ezt a tervet a felsőbb hatóságok megakadályozták, sőt a telket ki is sajátították; így került a templom végül a tízezer forintból megvásárolt jelenlegi telkére.
Az épületet 1951. augusztus 5-én dr. Szabadkai József, az Actio Catholica egyházmegyei igazgatója szentelte fel, a plébániai rangot pedig a széphalmi lelkészség 1965. február 28-án kapta meg Shvoy Lajos székesfehérvári megyés püspöktől. A templom a magyarországi egyházmegyék 1990-es években lefolytatott határrendezése folytán került át a székesfehérvári egyházmegyétől az Esztergom-Budapesti főegyházmegye szervezeti rendjébe.
A 2000-es évek elején a templomot némileg átépítették, Kruppa Gábor tervei alapján, illetve teljes tetőcserét hajtottak végre rajta, aminek eredményeként az épület szakrális jellege a korábbinál sokkal egyértelműbbé vált; újbóli megáldása 2002-ben történt. A templom tűzzománc oltárképét Rácz Gábor iparművész készítette, az ő nevéhez fűződik az oltár és a liturgikus tér jelenlegi kiképzésének terve is.

## A templom papjai
Jelenleg

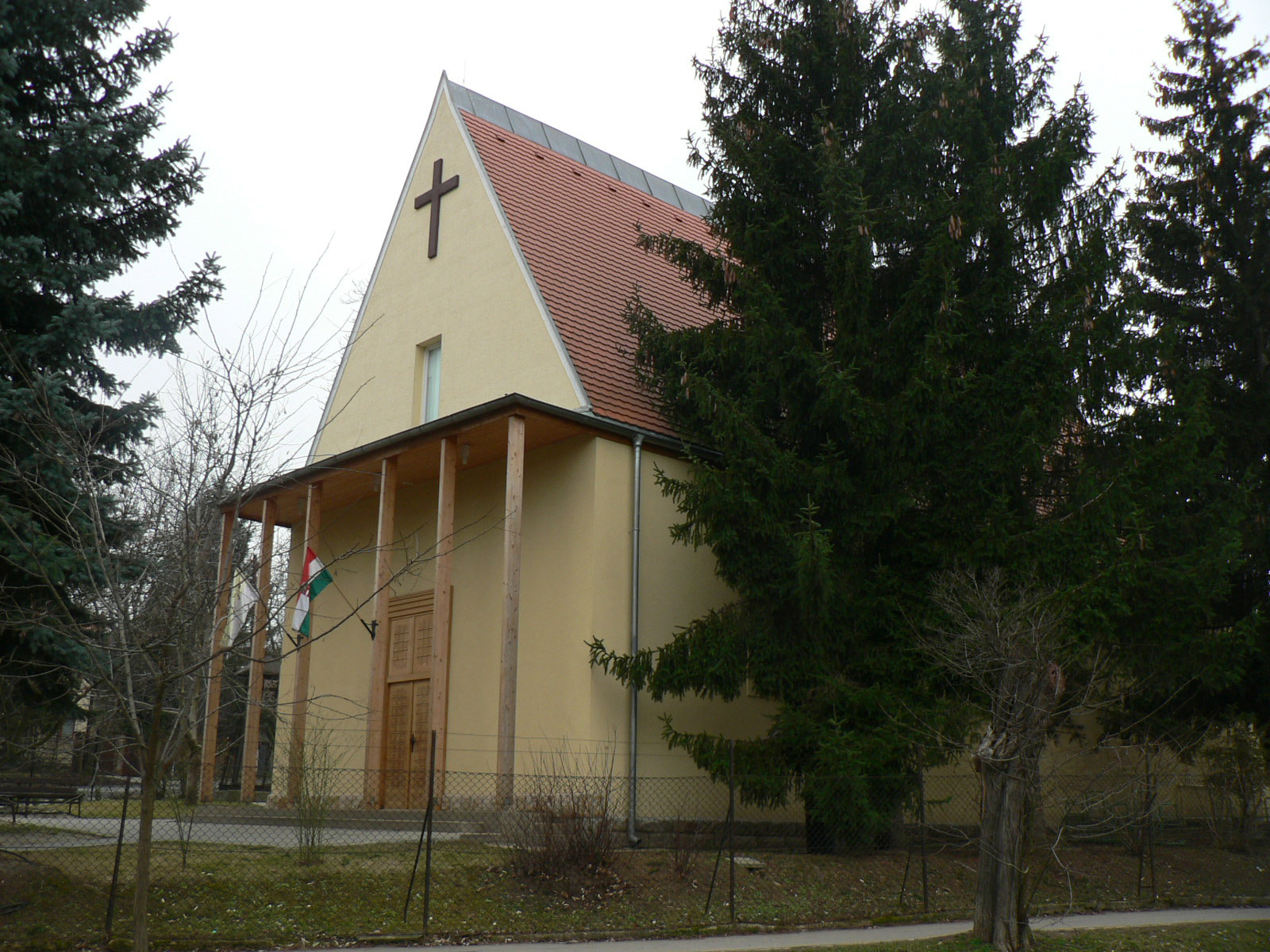
A templom a Kossuth utca felől

- 2015- : Paduraru Iulian – plébániai kormányzó

Korábban
- 2013-2015: Szűcs Balázs (1976– ) – plébános
- 2003-2013: Gyetván Gábor (1974– ) – plébános
- 2002-2003: Gyimóthy Gábor (1972– ) – plébános
- 2001-2002: Molnár István (1968– ) – plébános
- 1998-2001: Székely János (1964– ) – plébános
- 1996-1998: Kemenes Gábor (1950– ) – plébános
- 1989-1996: Gromon András (1951– ) – plébános
- 1986-1989: Miklós József (1913–1994) – plébános
- 1987-1989: Bódai József (1961– ) – káplán
- 1986-1987: Hofher József (1953– ) – káplán
- 1986: Pajor András (1958– ) – alkalmi kisegítő, mint solymári káplán;
- 1973-1986: Tarnóczi János (1931–1986) – plébános, élete utolsó évében püspöki tanácsos
- 1954-1973: dr. Paróczay Sándor (1900–1978) – lelkész, 1965-től plébános
- 1947-1954: Pödör László (1911–1962) – lelkész
- 1939-1947: Orbán György (1905–2000) – lelkész és hitoktató
- 1938-1939: vitéz Vargha Gábor (1911–2000) – káplán, hitoktató, tábori főlelkész
- 1938: Farkas László (1883–?) – lelkész (néhány hónapig)
- 1937–1938: Plihál (Erdődi) Lajos (1897–1941) – lelkész és hitoktató.[2]